# Victor Khrapounov
 (avril 2012).
Le contenu est difficilement compréhensible vu les erreurs de traduction, qui sont peut-être dues à l'utilisation d'un logiciel de traduction automatique.
Victor Khrapounov est l'ancien maire d’Almaty, accusé de plusieurs abus administratifs, il a ensuite résidé à Genève, en Suisse.

## Vie, carrière
Victor Khrapounov naît le 24 novembre 1948 dans le village de Priëdgornoïé dans le nord-est de la République soviétique socialiste du Kazakhstan, dans une région pourtant dominée[pas clair] par l’ethnie russe, dans une famille de fonctionnaires. Son père avait été grièvement blessé au champ de bataille pendant la Seconde Guerre mondiale ce qui l'a rendu invalide pour le reste de sa vie. Quant à son fils, il termine ses études au sein du collège d’industrie et de technologie à Oust-Kaménogorsk, centre administratif et ville principale de la province. Après avoir obtenu son diplôme, il déménage à Almaty, où il travaille comme mécanicien dans la centrale d’électricité thermique pendant la journée en continuant ses études à l’Académie de technologie électrique pendant la soirée.
A cette époque, l’éducation académique devait être accompagnée par l’entrée dans le milieu de la jeunesse dorée communiste, formalisée par l'adhésion au mouvement du Komsomol, afin de s’assurer d’une carrière professionnelle et une position dans l’établissement public - voire le Parti communiste. Ainsi, pendant sa longue double carrière, M. Khrapounov est devenu président du Comité du Parti dans le quartier de Lénine dans la capitale, puis vice-président du Conseil municipal, puis président du Comité exécutif du Conseil. Suivant l’indépendance, il devint premier maire-député, poste qu’il occupa entre 1991 et 1995, avant d’être nommé ministre de l'’énergie et du charbon et après une réorganisation administrative ministre de l’énergie et des ressources naturelles. Vers la fin de 1997, à la suite d'une crise économique ayant mené le Kazakhstan au bord de l’abîme, il reçut la position de maire d’Almaty,.
En 2004, il quitta la mairie d’Almaty pour devenir gouverneur de la Province orientale du Kazakhstan. En 2007, il rentra au sein du cabinet comme ministre de mesures d’urgence. Avant la fin de l’année, il abandonna pourtant toutes ses fonctions publiques et prit retraite.

## Enquêtes, accusations, inculpations
En mai 2011, la police judiciaire du Kazakhstan annonça l’ouverture d’une enquête fiscale, suivie par une enquête criminelle au cours de l’été, contre Victor Khrapounov et nombre de ses anciens associés, pour détournement de fonds publics, abus de biens sociaux, abus de fonctions publiques, faux en écriture et une douzaine d’infractions associées. Plus tard, le parquet annonça des inculpations correspondantes, suivies par un mandat d’arrêt via Interpol en février 2012.
Selon des enquêtes menées d’abord par des journalistes, puis par la police et le parquet, M. Khrapounov a fondé une société privée, VILED International Unlimited, afin de ramasser des actifs acquis sous des licences établies par lui-même. Au cours de 2002, le maire dynamique[Quoi ?] a transféré à l’entreprise tous les titres lui appartenant au nom de sa jeune femme Leïla. Plus de 12 propriétés de grande envergure dans le quartier d’affaires huppé au sud du centre-ville d’Almaty et plusieurs autres sur la colline de la montagne plus loin ont été identifiées comme ayant été détournées de cette façon.
Par exemple, deux zones protégées connues sous le nom de Wood Fairy Tale et Oak Grove furent rachetées par une compagnie contrôlée par VILED, Gulmira Ltd, sous la direction d’un associé des Khrapounov appelé Chélibéïev, et pour une somme dérisoire d’une douzaine de milliers d’euros pour le tout. Une autre compagnie impliquée dans ce type de transactions était Phoenix Unlimited, sous la direction d’un autre complice du maire, un certain G. Moukachev. Tout sur ces terrains, une fois rachetés, fut rasé sans merci : des arbres (y compris des vieux pommiers très précieux), des jardins d’enfants, des maisons de retraite - sans la moindre compensation pour les victimes. Des palaces kitsch et des complexes de luxe furent construits sur les sites puis furent revendus - évidemment très cher - aux nouveaux riches.
Dans sa position, Victor Khrapounov était pourtant obligé de préserver la paix avec ses concurrents. Ceux-ci étaient nombreux et puissants. Parmi eux, une entreprise contrôlée par un groupe d’investisseurs dont la plupart étaient d’appartenance ethnique coréenne nommé KUAT Holding était le numéro un en termes de capital - et de poids. Établis en 1992 avec le but de s’emparer d’actifs vendus par l’État, ces seigneurs s’aventurèrent dans l’immobilier à partir de 2002 avec la compagnie subsidiaire KUAT Corporation.
À l'écart de ces affaires, les procureurs du Kazakhstan affirmèrent qu’ils avaient retrouvé le nom de Victor Khrapounov et de ses associés dans les dossiers concernant le scandale autour du nouveau terminal de l’aéroport international d’Almaty. En 1996, au lendemain de l’implosion de la caisse publique, le porte-drapeau du Kazakhstan, créé en 1992, fut transformé en entreprise privée, bien que l’État en restait pour le moment le propriétaire unique. Vers 2000, Air Kazakhstan fit faillite. De façon similaire, l’aéroport d’Almaty fut transformé en entreprise de «joint-stock» - Almaty Airport. En 1997, Viktor Khrapounov fit son entrée à l’Hôtel de Ville de la métropole. En avril 1999, il transféra la majorité des actions d’Almaty Airport à une nouvelle entreprise ouverte, Almaty Airport International - pour des raisons non dévoilées. Trois mois après, le bâtiment principal fut ravagé par un incendie dont la cause n’a jamais été vérifiée. En novembre 2001, tandis que les travaux d’un nouvel édifice central tardaient et les factures s’accumulaient, 66 pour cent d’AAI furent transférés à une autre nouvelle entreprise, International Airport.
Quant à la reconstruction, elle fut terminée vers la fin 2004, avec deux ans de retard. Un autre aspect suspect était que Proyektstalkonstruktsyié, le contractant principal des travaux du nouvel aéroport, a présenté une facture finale de 52 millions de dollars, au lieu des 21 millions prévus par le contrat. On soupçonna plus tard qu’une partie de la différence avait atterri dans le compte (suisse?) de la famille Khrapounov. Selon ce que des instructeurs judiciaires du Kazakhstan ont conclu sept ans plus tard, Proyektstalkonstruktsyé était la propriété nominale d’un certain Abaï Karimsakov à travers son entreprise Kazan To. Sa sœur Tyéka Karimsakova était une haute fonctionnaire dans l’administration municipale. Mais en vérité, Kazan To était sous le contrôle d’une compagnie appelée Phoenix, propriété de la famille Khrapounov.

## Arrivée en Suisse
Selon les dossiers jusqu’à présent dévoilés par les autorités kazakhes, VILED a été vendu, peu après que Viktor Khrapounov a quitté l’Hôtel de Ville d’Almaty, à une entreprise appelée System Oil LLS, soupçonnée d’avoir été sous contrôle direct ou indirect des Khrapounov. Puis, la moitié des actions d'une autre firme-écran du couple, Ayt Housing Complex LLP, subsidiaire du Swiss Phoenix Holding, l’entreprise transnationale des Khrapounov utilisée comme plaque tournante afin de mettre les revenus des ventes illégales à l’abri, a été vendue à une firme locale dont l’identité n’a pas été dévoilée. Les revenus encaissées pour les transactions sont estimés à près de 9 millions de dollars (EU). D'autres opérations ont été réalisées, ainsi, le rachat d’une troisième firme sous contrôle des Khrapounov, Building Service Company LLP, aurait apporté dans l’ordre de 18 millions de dollars.
Ainsi, toujours selon les enquêtes, la somme de 42 millions de dollars a été accumulée sur une compte bancaire au nom de Mme Leïla Khrapounova au sein de la banque kazakhe Eurasia Bank, puis transmise à des comptes au sein de nombreuses banques européennes accessibles en Suisse. De plus, parmi les revenus générés par des autres transactions, on trouve $7.5 millions récupérées par le rachat d’une autre compagnie appartenant aux Khrapounov, Asia Holding Development LLP, par une entreprise qui s’appelle Elias Import Export LLP. Les actifs impliqués comprennent trois sites de construction de haute gamme à Almaty d’une valeur nette d’au moins $100 millions au total.
En août 2008, un Tupolev 154 transportant le couple Khrapounov, dont les enfants étaient d’ores et déjà sur place, ainsi que 154 tonnes de « bagage » incluant de la joaillerie, de l’or, des pierres précieuses, des meubles, des œuvres d’art antiques et d’autres « biens personnels », atterrissait à l’aéroport de Genève. Depuis lors, toute la famille est restée en Suisse. Sa fortune a été estimée de l’ordre de 300 à 400 millions de francs suisses par Bilan.
Dans un entretien où il « tord le cou aux rumeurs », Khrapounov-père expliquait tout sans pourtant rien préciser : « Pour acheter la maison, notre fille - citoyenne suisse, mariée et mère de deux enfants - a dû contracter une hypothèque. Nous avions envisagé d’y vivre tous ensemble, avec nos trois enfants et leurs familles respectives, mais la situation a changé. Quant à l’avion que nous avons affrété, c’était un vol charter de la compagnie d’aviation kazakhe et c’était la manière la plus économique de transporter nos affaires, y compris nos archives, jusqu’en Suisse. Le montant de notre fortune est bien exagéré par le magazine Bilan, qui a dû baser son calcul sur tous les bénéfices hypothétiques de toute la famille à l’avenir ».